# Per-Ove Trollsås
Per-Ove Trollsås   (Vaplan, 18 de gener de 1933 - municipi de Järfälla, 5 de novembre de 2000) va ser un atleta suec, especialista en els 400 metres tanques, que va competir durant la dècada de 1950.
En el seu palmarès destaca una medalla de plata en els 400 metres tanques al Campionat d'Europa d'atletisme de 1958. També guanyà set campionats nacionals, dos en els 4x100 metres (1952-53), quatre en els 400 metres tanques (1957 a 1960) i un en els 4x400 metres (1958). Després de retirar-se de les competicions, va exercir de vicepresident de la Stora Grabbars Association durant molts anys.
El 1960 va prendre part en els Jocs Olímpics de Roma, on disputà dues proves del programa d'atletisme. En ambdues quedà eliminat en sèries.

## Millors marques
- 400 metres. 47.6" (1958)
- 400 metres tanques. 51.0" (1958)[3][4]